# Miss Perfumado
Miss Perfumado é o quarto álbum da vocalista cabo-verdiana Cesária Évora, lançado em 1992. Vendeu mais de 300.000 cópias em todo o mundo.
Incluiu uma das suas canções mais famosas, “Sodade”, composta por Armando Zeferino Soares. A canção fala do sentimento de saudade da sua terra natal que a diáspora cabo-verdiana experimenta quando está longe da nação insular.
Tanto a sétima canção como o álbum têm o nome de uma canção feita por B. Leza. A sexta canção, “Angola”, composta por Ramiro Mendes, ajudou Évora a alcançar o seu primeiro disco de ouro em França. Esta faixa seria mais tarde adaptada para um single de 1997, intitulado “Pa Manyen”, do antigo Presidente do Haiti Michel Martelly, que se tornou um êxito.
As críticas dos amadores foram muito positivas. As letras das canções são em português, e crioulo cabo-verdiano, por exemplo as da canção Miss Perfumado na referência.
| Miss Perfumado (crioulo cabo-verdiano) Dxam morrê ta sonha Na sombra di odjo magoado Duma pequena gentil Di corpo perfumado Assim dxam morrê ô flor Na sombra di bo odjinho .... | Miss Perfumada (tradução portuguesa) Deixa-me morrer sonhando na sombra dos olhos magoados duma menina gentil de corpo perfumado Deixa-me morrer assim, ó flor na sombra dos teus olhinhos .... |
| | |

## Lista de faixas
| Críticas profissionais | Críticas profissionais |
| Avaliações da crítica  | Avaliações da crítica  |
| Fonte                  | Avaliação              |
| ---------------------- | ---------------------- |
| Allmusic               | hiperligação           |

| N.º | Título                | Escritor(es)                  | Duração |  |
| 1.  | "Sodade"              | Armando Zeferino Soares       | 4:51    |  |
| 2.  | "Bia"                 | B. Leza                       | 4:11    |  |
| 3.  | "Cumpade Ciznone"     | Manuel de Novas               | 3:14    |  |
| 4.  | "Direito Di Nasce"    | Manuel de Novas               | 4:40    |  |
| 5.  | "Luz Dum Estrela"     | Teófilo Chantre               | 4:24    |  |
| 6.  | "Angola"              | Ramiro Mendes                 | 4:28    |  |
| 7.  | "Miss Perfumado"      | B. Leza                       | 4:29    |  |
| 8.  | "Vida Tem Um So Vida" | Manuel de Novas, Dany Mariano | 5:36    |  |
| 9.  | "Morabeza"            | B. Leza                       | 4:21    |  |
| 10. | "Recordaï"            | Teófilo Chantre               | 4:27    |  |
| 11. | "Lua Nha Testemunha"  | B. Leza                       | 6:19    |  |
| 12. | "Barbincor"           | Manuel de Novas               | 3:59    |  |
| 13. | "Tortura"             | Teófilo Chantre               | 3:57    |  |

## Tabelas
| Tabela (1992)                         | Pico posição |
| ------------------------------------- | ------------ |
| Tabela de álbuns do SNEP francês      | 42           |
| Tabela de Álbuns da Bélgica (Valónia) | 152          |

## Certificações
| Região        | Certificação | Vendas  |
| ------------- | ------------ | ------- |
| França (SNEP) | 2× Ouro      | 300,000 |

## Singles
| Titulo   | Ano  | Posições de pico nas tabelas |
| Titulo   | Ano  | FRA                          |
| -------- | ---- | ---------------------------- |
| "Sodade" | 1992 | 42                           |

### Vídeo
- Cesaria Evora - Miss Perfumado (20th Anniversary Edition) no YouTube. Duração do vídeo 04m:32s. Uploader: Lusafrica, 2016. Consultado em 28 de setembro de 2024.